# Den vita viskningen
Den vita viskningen är Ulf Lundells vita gitarr av märket Fender och modellen Telecaster. Namnet kommer från att bandet Nature brukade skruva ner volymen på gitarren i smyg. Enligt Lundell själv var det Lasse Wellander som brukade skruva ner ljudet när han tyckte Lundell spelade "för jävla illa och högt".